# سلمونيلا تيفية
سلمونيلا تيفية[بحاجة لمصدر] أو كما تسمى سلمونيلا معوية تيفية أو سلمونيلا معوية معوية (الاسم العلمي: Salmonella enterica subsp. enterica) هي نويع من السلمونيلا المعوية، وهي بكتيريا على شكل قضيب، سوطية، وهوائية وهي كذلك بكتيريا سلبية الغرام. العديد من المصل التي هي من نوع السلمونيلا المعوية المسببة للأمراض موجودة في هذا النويع، بما في ذلك تلك التي تسبب حمى التيفوئيد. تعد السلمونيلا التيفية السبب الرئيسي للإصابة بمرض حمى التيفوئيد.